# Sideritis endressii
Sideritis endressii  ist eine Pflanzenart aus der Gattung Gliedkräuter (Sideritis) in der Familie der Lippenblütler (Lamiaceae). Sie kommt nur in Südwesteuropa vor.

## Beschreibung

### Vegetative Merkmale
Sideritis endressii ist eine ausdauernde krautige Pflanze, die Wuchshöhen von bis zu 30 Zentimetern erreicht. Die oberirdischen Pflanzenteile sind filzig behaart oder verkahlen.
Die gegenständig angeordneten Laubblätter sind sitzend oder nur kurz gestielt. Die einfache Blattspreite ist bei einer Länge von 10 bis 35 Millimetern sowie einer Breite von 5 bis 20 Millimetern elliptisch bis verkehrt-eiförmig oder verkehrt-lanzettlich und am Rand nahezu ganzrandig bis gekerbt oder gekerbt-gezähnt.

### Generative Merkmale
Die Blütenstände sind Scheinquirle, die in Gruppen aus fünf bis zehn (selten bis 15) mehr oder weniger dicht im oberen Bereich des Stängels stehen und sechs Blüten enthalten. Die unteren Tragblätter sind bei einer Länge von 8 bis 9 Millimetern eiförmig-herzförmig oder eiförmig-elliptisch und deutlich gezähnt, wobei sie manchmal nur wenige Zähne aufweisen.
Die zwittrige Blüte ist zygomorph und fünfzählig mit doppelter Blütenhülle. Der Kelch hat eine Länge von 9 bis 17 Millimetern und ist auf der Innenseite mit einem Ring aus Trichomen besetzt. Die Krone ist gelb, auf der Innenseite meist dunkelbraun oder violett getönt und hat eine Länge von 9 bis 20 Millimetern. Die Staubblätter überragen die Blütenkrone nicht.
Die Klausen sind am oberen Ende gerundet.

## Verbreitung
Sideritis endressii kommt nur im südlichen Frankreich sowie im östlichen Spanien vor.

## Taxonomie
Die Erstbeschreibung von Sideritis endressii erfolgte 1859 durch Heinrich Moritz Willkomm in Bot. Zeitung (Berlin), Band 17, S. 276.